# 窪田暁子
窪田 暁子（くぼた きょうこ、1928年4月1日 - 2014年4月24日）は、日本の社会学者、福祉学者、中部学院大学名誉教授。

## 人物
大阪府生まれ。1948年東京女子高等師範学校（のちのお茶の水女子大学）卒業、日本YMCA勤務。1952－54年渡米、ラトガース大学、ミネソタ州立大学大学院に学ぶ。ギゼラ・コノプカからグループワークを学ぶ。社会事業学校、青少年団体、地域福祉センター、精神病院等の勤務をへて、1968年日本福祉大学助教授、東京都立大学教授、1990年定年退官、東洋大学教授、中部学院大学教授。同名誉教授。
2014年4月24日に死去。86歳歿。ゼミの指導学生に和氣純子東京都立大学教授など。

## 著書
- 『グループワーク』誠信書房 社会福祉事業シリーズ 1969
- 『小春日和の午後に ケアの思想を読む』ドメス出版 1998
- 『福祉援助の臨床 共感する他者として』誠信書房 2013

### 共編著
- 『福祉の人間学 開かれた自律をめざして』高城和義共編 勁草書房 2004
- 『ていねいな相談活動とは』手話を学ぶ人たちの学習室 全通研学校講義集 市川恵美子,玉井邦夫共著 文理閣 2006

### 翻訳
- ギゼラ・コノプカ『非行少女の心理 ミネソタにおけるグループインタビューより』服部広子共訳 新書館 1970
- D.チャリス,B.デイヴィス『地域ケアにおけるケースマネジメント』田端光美共訳 光生館 1991